# پروتکل (فیلم)
«پروتکل» (انگلیسی: Protocol (film)) یک فیلم به کارگردانی هربرت راس است که در سال ۱۹۸۴ منتشر شد.

## بازیگران
- گلدی هان
- کریس ساراندون
- گیل استریکلند
- اد بیگلی. جی آر
- جین اسمارت
- کنت مک‌میلان
- کاتلین یورک
- آماندا برس
- جان راتزنبرگر
- ال لئونگ
- کیث سارابایکا